# St. Mariä Vermählung (Oedekoven)

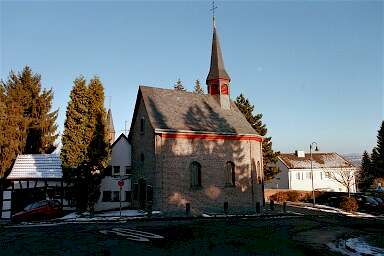

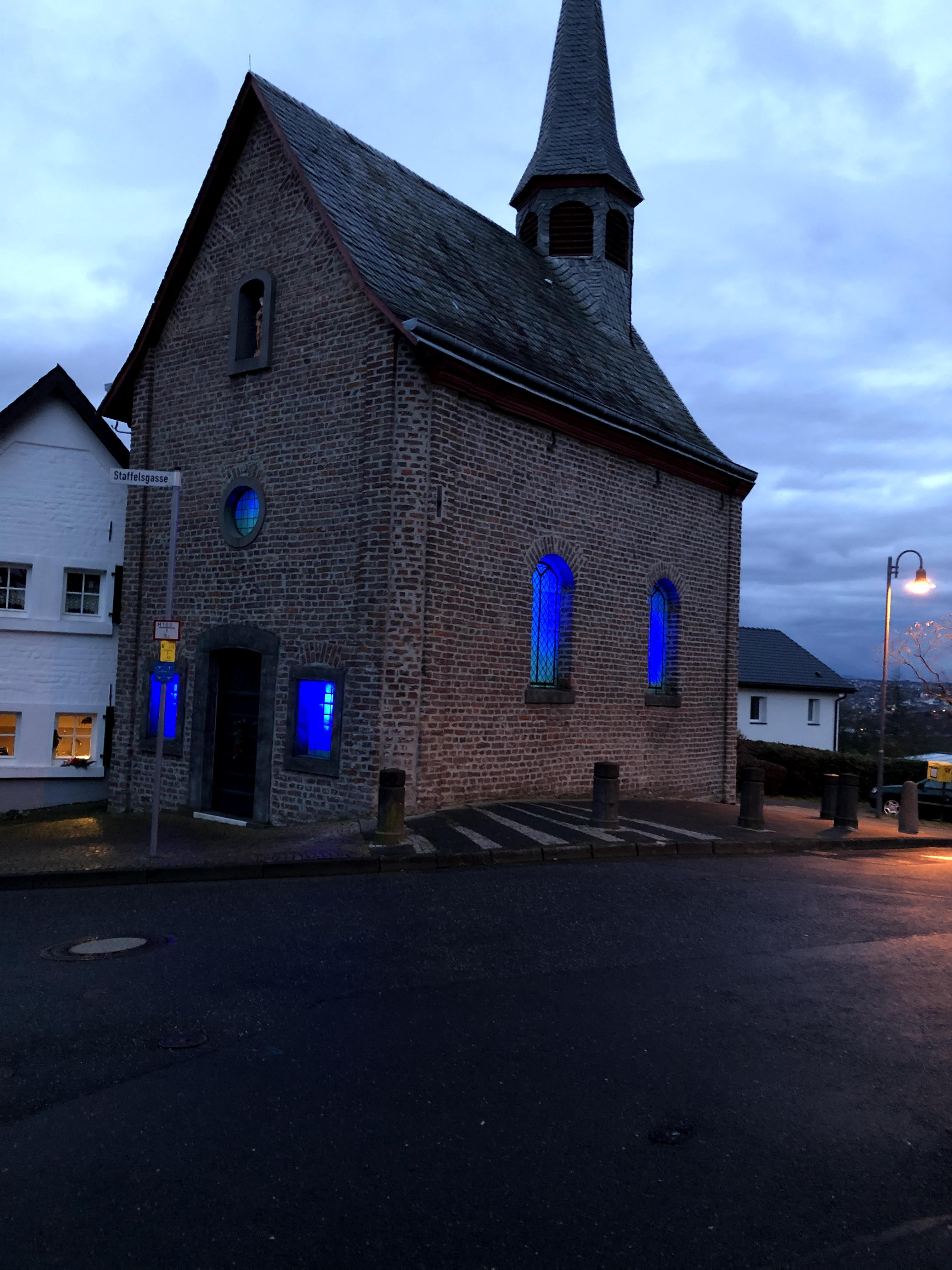
„Hoffnung des Lichtes“ (2021)

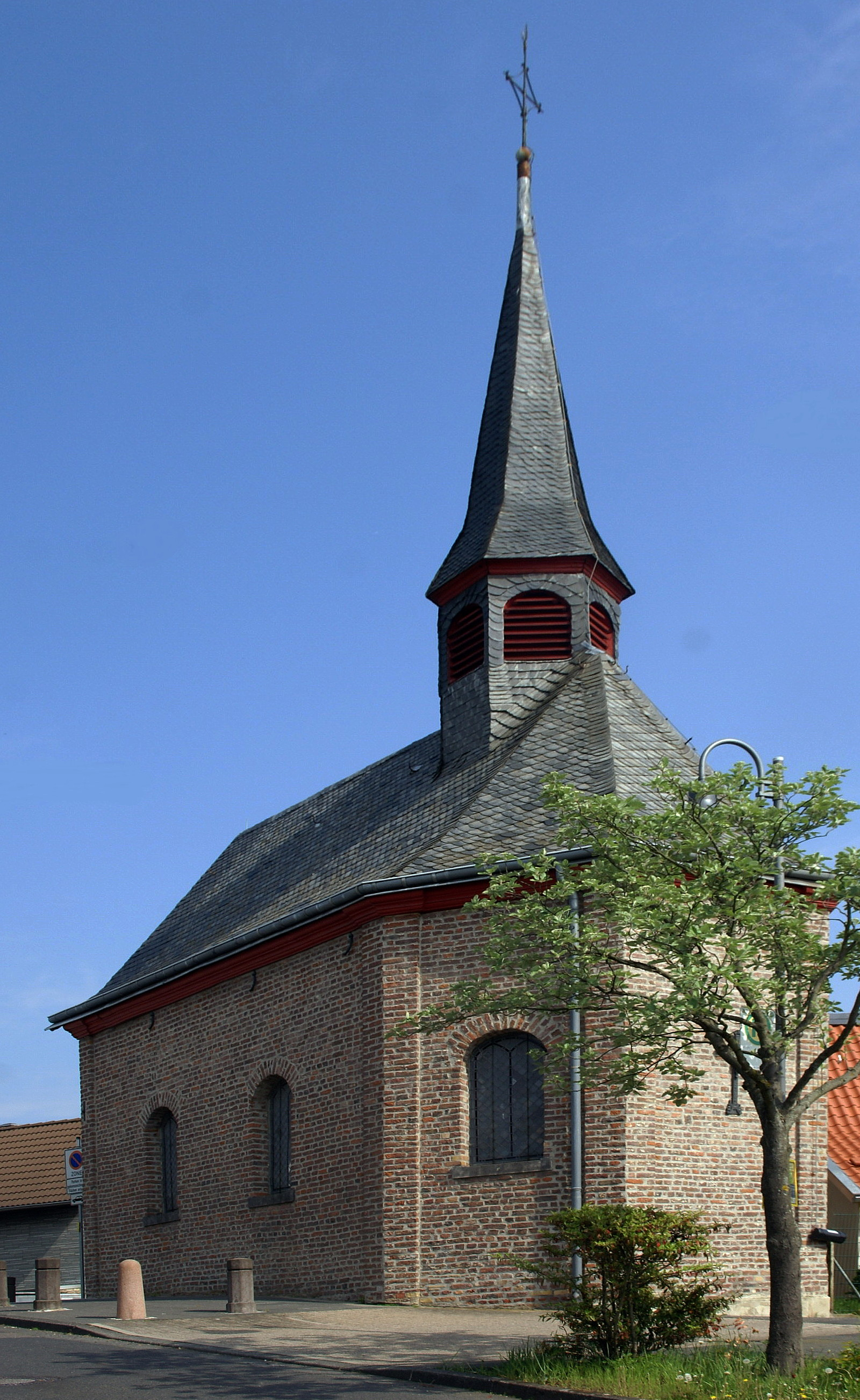
Oedekoven, Kapelle, Ansicht von der Ginggasse

St. Mariä Vermählung ist eine katholische Kapelle oberhalb der Kirche St. Mariä Himmelfahrt in dem Ortsteil Oedekoven der Gemeinde Alfter im nordrhein-westfälischen Rhein-Sieg-Kreis.
Sie wurde im Jahre 1756 von den Bewohnern erbaut. Damals war die Kapelle das einzige Gotteshaus der Gemeinde Oedekoven, welche noch nicht zu der Gemeinde Alfter gehörte, sondern eigenständig war. Heute finden in der Kapelle vor allem meditative Gottesdienste statt sowie die jährliche Eucharistiefeier zur Kleinkirmes am dritten Samstag im Januar.

## Geschichte
Seit im Jahre 1756 die Äbtissin des Klosters Burbach den Bewohnern Oedekovens ein Grundstück zum Bau einer Kapelle zur Verfügung stellte, gibt es in dem alten Ortskern an der Ecke Ginggasse/Staffelsgasse die durch die Einwohner errichtete Kapelle aus Feldbrandziegeln. Sie wurde im Jahre 1757 unmittelbar vor Beginn der Weinlese durch den Bonner Dechanten auf das Patrozinium Die Sieben Freuden Mariens geweiht, später wurde der Name in Mariä Vermählung umgewandelt.
In dieser Dorfkapelle traf man sich zu Stiftungsmessen, gemeinschaftlichem Rosenkranzgebet und privaten Andachten, während man für den regelmäßigen Gottesdienstbesuch in die Mutterkirche St. Laurentius nach Lessenich/Meßdorf gehen musste. Das änderte sich im Jahre 1940, als der zum Weiterstudium beurlaubte Priester Heinrich Flatten nach Oedekoven kam.
Bald wurde die Kapelle für die rasch wachsende Bevölkerung in Oedekoven zu klein; auch eine Erweiterung der Orgelempore im Jahre 1947 brachte keine wirkliche Entlastung. Bei manchem Gottesdienst, so erzählen alte Dorfbewohner, standen Gottesdienstbesucher auch draußen vor der Tür und feierten den Gottesdienst mit. So wuchs der Wunsch nach einer eigenen größeren Kirche und so wurde in der Nähe eine eigene Kirche St. Mariä Himmelfahrt erbaut.
Im Januar 2021 wurde Kirche einige Zeit von innen her in Grün/Blau beleuchtet. Die Aktion des Lüftelberger Künstlers Rafael Buttlies stand unter dem Motto „Hoffnung des Lichtes“ und sollte ein Hoffnungszeichen während der Corona-Pandemie sein.

## Architektur
Bei der Kapelle handelt es sich um einen einfachen Saalbau mit dreiseitigem Chorabschluss und flacher Tonne von 20 Fuß Länge (rund sechs Meter) und einer Innenbreite von circa 13–14 Fuß (rund vier Meter). Ihre heutige Gestaltung ist das Ergebnis umfangreicher Renovierungsarbeiten in den Jahren 1968 bis 1971 und 1981.
Reiter: Im Jahre 1971 wurde die Kapelle wiedereröffnet als Kriegergedächtnisstätte des Ortsteils Oedekoven mit einer Reliefplatte aus Kupfer, die die vier apokalyptischen Reiter über Oedekoven zeigt und an die Toten der beiden Weltkriege erinnert. Die Reiter stehen für die so genannten messianischen Wehen Krieg, Teuerung, Hungersnot und Massensterben.
Altar: Am 29. November 1981 wurde nach weiteren Renovierungsarbeiten der Altartisch durch Weihbischof Klaus Dick neu geweiht und Reliquien der beiden Bonner Stadtpatrone Cassius und Florentius im Altar beigesetzt. Außerdem wurden der Rokokoaltaraufsatz (Spätbarock) und die Figuren restauriert. Der Altaraufsatz und die Marienfigur über dem Eingang kamen erst im Jahre 1864 in diese Kapelle, nachdem die Kapelle am Tempelhof, wo sie ursprünglich waren, bei einem Brand zerstört worden war. Der Altaraufsatz war ursprünglich wohl farbig gestaltet. In der Mitte befindet sich das Bild der Heiligen Familie, wie sie das neugeborene Kind anbetend betrachtet. Darüber das Lamm, das auf dem Buch mit den sieben Siegeln liegt (Offb 5–8 ). Im Rundbogen des Altaraufsatzes befindet sich das Christusmonogramm „IHS“ in einem Strahlenkranz, im Volksmund oft als „Jesus, Heiland, Seligmacher“ übersetzt.
Figuren: Rechts und links neben dem Altar im Bereich des Chorabschlusses stehen auf einfachen Konsolen zwei Heiligenfiguren, anhand ihrer Kutten als Franziskaner erkennbar. Ursprünglich waren die Figuren farbig gefasst, bei einer Restauration Anfang der 1940er-Jahre hatte man sie holzfarben belassen. Während die linke Figur ihren rechten Fuß auf den Kopf eines Türken gestellt hat, steht der rechte Fuß der rechten Figur auf einer (Welt-)Kugel. Bei der linken Figur handelt es sich um Johannes von Capestrano, einen Prediger, Inquisitor und Heerführer in den Türkenkriegen, der entscheidenden Anteil an der Abwehr und dem Sieg über die Türken vor Belgrad im Juli 1456 hatte und außerdem für seine Judenfeindlichkeit bekannt ist. Bei der anderen Figur handelt es sich vermutlich um den Ordensgründer Franziskus von Assisi. Das Stehen mit dem rechten Fuß auf der Weltkugel wird gedeutet als Weltverachtung oder Loslösen von der Welt, so wie es Franziskus auch getan hat.
Glocke: Die Glocke im Glockenturm der Kapelle stammt aus dem 14. Jahrhundert, wie anlässlich der Erneuerung der Glockenkrone im Jahre 1956 festgestellt wurde.